# Adolfo de Neuenahr
Adolfo de Neuenahr (em neerlandês: Adolf van Nieuwenaar) (Neuenahr, c. 1545 – Arnhem, 18 de outubro de 1589), conde de Limburgo e Moers, foi um estadista e comandante militar holandês. Durante a Guerra dos Oitenta Anos, ele foi estatuder dos senhorios de Overijssel e de Utrecht e do ducado de Gueldres junto aos Estados Gerais dos Países Baixos.